# Giuseppe Boffa
Giuseppe Boffa (Milano, 23 luglio 1923 – Roma, 13 settembre 1998) è stato un giornalista, storico e politico italiano.

## Biografia
Nel gennaio 1944 venne arrestato per renitenza alla leva (della Repubblica di Salò), a Milano e caricato su un treno diretto in Germania. In seguito al bombardamento del convoglio venne trasferito in una scuola di Verona e da lì fuggì scappando sui tetti. A Intra si unì alla Resistenza partigiana e, con lo pseudonimo di "Rilke", divenne commissario politico della brigata Cesare Battisti.
Nel 1946 divenne redattore dell'l'Unità che lo inviò a Parigi (1949-1953) e a Mosca (1953-1958 e 1963-1964). Fu il primo giornalista italiano a partire per l'URSS del dopoguerra, nove mesi dopo la morte di Stalin, e ne scoprì la reale fisionomia al di là delle mitizzazioni comuniste. Scrisse i suoi primi due libri su quell'esperienza, e contribuì a tessere i rapporti tra URSS e PCI. Sempre per l'Unità e come "ambasciatore" del PCI fu inviato speciale in Cina, Vietnam, Asia, Europa Orientale e Stati Uniti d'America. Nel Pioniere dell'Unità del 1964 al n° 34 venne pubblicato l'articolo "L'addio dei ragazzi di tutto il mondo al Pioniere d'Onore".
Negli anni settanta si concentrò sulla ricerca storica e pubblicò nel 1976 la sua opera più importante: la "Storia dell'Unione Sovietica". Nelle parole di Giorgio Napolitano: "In quel periodo venne pubblicata in Italia la storia dell'Unione Sovietica di Giuseppe Boffa, uno storico comunista italiano. Nell'Urss venne tradotta solo per i membri del comitato centrale, perché si pensava che solo le persone 'vaccinate' potessero leggerla (fu poi Gorbačëv che la fece pubblicare normalmente). La direzione del Pcus elaborò un documento nel quale alcuni dirigenti del partito italiano furono accusati, insieme a Boffa, di antisovietismo. Tra quei nomi c'era anche il mio". Gorbacev dirà dell'importanza di questa lettura a Boffa incontrandolo 10 anni più tardi. Ammiratore di Chruščëv e soprattutto di Gorbačëv, Boffa non rinunciò mai alla convinzione che il comunismo fosse riformabile in senso democratico.
È stato membro del comitato centrale del PCI e DS, senatore nella X legislatura, membro dell'Assemblea parlamentare della CSCE e ha presieduto il CeSPI (Centro studi di politica internazionale).
Sposatosi nel 1948 con Iris Laura Zoffoli, staffetta partigiana, ha avuto con lei due figli: Massimo e Alessandro.

### Opere
- La grande svolta, Roma, Editori Riuniti, 1959. Premio Viareggio[5]
- I bolscevichi e la rivoluzione d'ottobre. Verbali delle sedute del Comitato centrale del Partito operaio socialdemocratico russo (bolscevico) dall'agosto 1917 al febbraio 1918, Roma, Editori Riuniti, 1962.
- Le tappe della rivoluzione russa, Roma, Editori Riuniti, 1962.
- Dopo Krusciov. [L'eredità del decennio kruscioviano e le nuove prospettive della politica sovietica], Torino, Einaudi, 1965.
- Storia della rivoluzione russa, Roma, Editori Riuniti, 1966.
- Per conoscere Stalin, a cura di, Milano, A. Mondadori, 1970.
- Gomulka, in I protagonisti della storia universale, XIV, Il mondo contemporaneo. La pace e la rivoluzione, Milano, CEI, 1971.
- Dialogo sullo stalinismo, con Gilles Martinet, Roma-Bari, Laterza, 1976.
- Storia dell'Unione Sovietica,

I, Dalla rivoluzione alla seconda guerra mondiale, Lenin e Stalin, 1917-1941, Milano, A. Mondadori, 1976. Premio Acqui Storia 1976.
II, Dalla guerra patriottica al ruolo di seconda potenza mondiale, Stalin e Chruscev, 1941-1964, Milano, A. Mondadori, 1979. Premio Viareggio 1979.
- Esorcismi o riflessione storica?, in Libertà e socialismo. Momenti storici del dissenso, Milano, SugarCo, 1978.
- Il fenomeno Stalin nella storia del XX secolo. Le interpretazioni dello stalinismo, Roma-Bari, Laterza, 1982.
- Stalin, Milano, Fabbri, 1983.
- Continuità e cambiamento nella politica estera sovietica, in La politica estera della perestrojka. L'URSS di fronte al mondo da Brežnev a Gorbačëv, a cura di Lapo Sestan, Roma, Editori Riuniti, 1988. ISBN 88-359-3213-0.
- Dalla rivoluzione d'Ottobre all'Urss di Stalin, in Europa. 1700-1992: storia di una identità, IV, Il ventesimo secolo, Milano, Electa, 1993. ISBN 88-435-4222-2.
- L'URSS dopo Stalin, in La storia. I grandi problemi dal Medioevo all'età contemporanea, X, L'età contemporanea. 5, Problemi del mondo contemporaneo; Indici, Milano, Garzanti, 1994. ISBN 88-11-34040-3.
- Dall'URSS alla Russia. Storia di una crisi non finita, 1964-1994, Roma-Bari, Laterza, 1995. ISBN 88-420-4608-6.
- L'ultima illusione. L'Occidente e la vittoria sul comunismo, Roma-Bari, Laterza, 1997. ISBN 88-420-5181-0.
- Memorie dal comunismo. Storia confidenziale di quarant'anni che hanno cambiato volto all'Europa, Milano, Ponte alle Grazie, 1998. ISBN 88-7928-426-6.